# Teofil Długosz
Teofil Długosz (ur. 2 grudnia 1887 w Świdówce, zm. 22 lipca 1971 w Krakowie) – polski ksiądz katolicki, profesor teologii i historyk Kościoła.

## Życiorys
Urodził się 2 grudnia 1888 w Świdówce, w małorolnej rodzinie chłopskiej Jana i Agnieszki z Szostaków. Ukończył 4 klasy szkoły powszechnej w Niegowici. Następnie, od 1900, uczęszczał do gimnazjum w Bochni, a od 1902 do Gimnazjum św. Anny Krakowie. W latach 1906–1907 był redaktorem pisma „Młodzież”. W 1908 zdał egzamin dojrzałości i wstąpił do Seminarium Duchownego we Lwowie oraz rozpoczął studia na wydziale teologicznym Uniwersytetu Jana Kazimierza we Lwowie. Święcenia kapłańskie przyjął w 1912. Od 1909 był członkiem Organizacji Młodzieży Niepodległościowej „Zarzewie”. W latach 1912–1915 pracował jako wikariusz parafii w Złoczowie. Podczas I wojny światowej, w 1915 jako stypendysta Frintaneum udał się na dalsze studia do Wiednia. Udzielał się także w harcerstwie polskim i w opiece nad rannymi polskimi żołnierzami. 17 czerwca 1919 w Krakowie został promowany na doktora teologii. W latach 1919–1930 pracował jako katecheta w szkole powszechnej benedyktynek we Lwowie, a od 1927 ponadto w prywatnym gimnazjum urszulanek. Brał udział w obronie Lwowa. Był organizatorem ruchu teologicznego w Polsce. W 1920 został pierwszym redaktorem naczelnym kwartalnika „Przegląd Teologiczny”, a w 1924 należał do współzałożycieli powołanego we Lwowie Polskiego Towarzystwa Teologicznego. Poza tym był redaktorem „Miesięcznika katechetycznego” (1923–1926), tygodnika „Ojczyzna” (1926–1927), założycielem i redaktorem tygodnika „Lwowskie wiadomości parafialne” (1928–1930). W 1930 dzięki stypendium naukowemu z Ministerstwa Wyznań Religijnych i Oświecenia Publicznego i udał się do Rzymu, gdzie w okresie od 14 listopada 1930 do 15 lipca 1931 przeprowadzał badania w Archiwum Watykańskim. W 1937 obronił habilitację i uzyskał tytuł docenta historii kościoła na Wydziale Teologicznym Uniwersytetu Jana Kazimierza we Lwowie.
Wykładał historię Kościoła na uniwersytetach we Lwowie (1931–1939) i Krakowie (1949–1954). Podczas II wojny światowej wykładał historię Kościoła w Metropolitalnym Seminarium Duchownym we Lwowie. W latach 1954–1957 był profesorem nadzwyczajnym Akademii Teologii Katolickiej w Warszawie. Przed śmiercią wykładał historię Kościoła w krakowskim Seminarium Metropolitalnym.
Autor podręcznika dla szkół średnich Historja kościoła katolickiego (Lwów 1923, 1925).
Zmarł 22 lipca 1971 w Krakowie. Pochowany 26 lipca 1971 na cmentarzu parafialnym w Niegowici. W uznaniu dla różnorodnych zasług śp. ks. Długosza, na wniosek ks. Kard. Karola Wojtyły, Ojciec Święty przyznał mu godność prałata.

## Ordery i odznaczenia
- Złoty Krzyż Zasługi (12 maja 1939)[6]

## Wybrane publikacje
- Kościół w Polsce : <stan obecny w świetle cyfr>, Lwów: „Przegląd Teologiczny” 1920.
- Historja kościoła katolickiego. Cz. 1, Starożytność i średniowiecze, Lwów: nakł. i dr. K. S. Jakubowski 1923.
- Historja kościoła katolickiego. Cz. 2, Czasy nowożytne, Lwów: nakł. i dr. K. S. Jakubowski 1925.
- Monografja parafji, Lwów: Druk. Tow. „Bibljoteka Religijna” 1928.
- Z dziejów biskupstwa kijowskiego, „Przegląd Teologiczny” 1932.
- Biskupia visitatio liminum, Lwów 1933.
- Dzieje diecezji smoleńskiej, Lwów: skł. gł. Księg. Gubrynowicz i Syn 1937.
- Relacje arcybiskupów lwowskich : 1595–1794, wyd. Teofil Długosz, Lwów: Kuria Metropolitalna O. Łac. we Lwowie 1937.
- Gimnazjum I w Krakowie : 1906–1908, Kraków: Komitet Jubileuszowy 1938.
- Tryumf szarego pracownika : św. Andrzej Bobola, Lwów: wyd. i druk. „Biblioteka Religijna” (im. X. Arcybiskupa Bilczewskiego) 1939.